# Xian de Shixing
Le xian de Shixing (始兴县 ; pinyin : Shǐxīng Xiàn) est un district administratif de la province chinoise du Guangdong. Il est placé sous la juridiction de la ville-préfecture de Shaoguan.

## Démographie
La population du district était de 231 082 habitants en 1999.